# 新平民
新平民（しんへいみん）とは、明治時代に四民平等を嫌がる平民の間から自然発生した、旧・賤民（穢多・非人）に対する蔑称である。

## 概要
江戸時代における被差別民は、百姓及び町人から社会的に排除される一方で、皮革加工業の独占権など、特定の業種を独占する権利が与えられる者もあった。
明治時代になり、制度としての賎民は廃止され、法的に平民と一体となった（四民平等）。そのため、特定の職業を独占していた権利が無くなり、逆に納税の義務や、兵役の義務を新たに課されることとなった。制度の上での差別はなくなったものの、人々の間に差別意識は根強く残り、平等であるはずの元・賎民らは「新平民」と呼ばれた。